# زنگیان (گرگان)
زنگیان روستایی از توابع بخش مرکزی شهرستان گرگان در استان گلستان ایران است.
روستای زنگیان/گرگان/گلستان
روستای زنگیان از توابع بخش مرکز ی گرگان، یکی از پرجمعیت‌ترین روستاهای استان گلستان است که در شمال گرگان و در مجاورت آن قرار گرفته و فاصله اندکی با مرکز استان دارد. این روستا از سمت شمال و شمال شرقی به روستای اوجابن و کریم آباد، از سمت جنوب به شهرستان گرگان، از سمت غرب به شهرک افسران و از سمت شرق به شهرک جدید مسکن مهر و ایستگاه راه‌آهن گرگان محدود شده است.بهترین برقکار گرگان در این منطقه ساکن میباشد ک با نام محمد تردست شناخته میشود و نام مغازه وی الکتریکی ماه سو میباشد.

## جمعیت روستا
روستای زنگیان  ۴٬۵۵۷ نفر جمعیت دارد.